# Чебарла
Чебарла (чечен. ЧӀебарла) — историческая область в центральной части Северного Кавказа. Располагалась юго-восточной части Чечни, где, вероятно, к XVIII веку сформировался военно-политический союз тукхум чебарлой — чеченцы как и представители некоторых других северокавказских народов, использовали сложную и не всегда однозначную систему названий для существовавших в их среде форм объединений, часто употребляя целый ряд терминов — тукхумы, тайпы, гары, некъи, ца, доьзалы и другие. В кавказоведении, применительно к крупным формам таких объединений, используется термин «вольные общества» или просто «общества» Чебарла. Современная локализация — бо́льшая часть Чечни.
Граничила на западе с обществами Келой, на севере с Чермой и Харачой, на востоке и юго-востоке андийцами, ансалтинцами, на юге граница шла через водораздельный хребет Хиндой-лам с обществами Шарой.

## Поселения
В состав Чебарлоя включались следующие селения региона — Макажа , Алдам-Гези-ков (укрепление), Тунжанн-аул, Садой, Ховрин-аул, Орсой (Лакха и Лаха), Гонат-аул, Ихарой, Пхакоче, Исуган-аул, Тундакхой, Ачалой, Арие-аул, Махкаче, Герги-аул, Хьаркаро, Цекара, Пхьа-дук, Бассахо, Буни, Бунахо, Пхьен даккашка, Хой, Хинда, Къоьзуной, Рига / Ригахой, Пхьати, Ананчи, Кхийкхан-аул, и др..

## Башни
Оставь башню! Не трогай ее!", просил меня, подойдя один из горцев . «Что она тебе сделала? Что она кому нибудь из вас сделала?»
— Правда! Она мне ничего особенного не сделала, сказал я, приказывая тщательней прибивать забивку.
«Мы в башнях не живём, мы в башнях не защищаемся. Прошу тебя не трогай!» упрашивал горец.
Что вы скажете на это?
— Нельзя, душа моя, нельзя! Ведь если бы какой нибудь наиб не исполнил приказания Шамиля, так он верно отрубил бы ему голову. Вот наш падишах и мне отрубит за неисполнение.
Чаберлоевец замолчал.
«Послушай, урус (русский) кунак! Заговорил он опять. Возьми какого хочешь барана, возьми хоть полстада баранов, только не взрывай башни».
— Да тебе-то зачем башня? Ведь ты в ней не живешь? спросил я, раскатавши проводники и пробуя батареи.
"Зачем мне башня? А тебе разве не нужны кости твоих отцов? Разве тебе не дороги их могилы?… Вот также дороги нам и башни … их строили деды наших дедов, когда «чушка пасил» (то есть пасли свиней, будучи христианами, а по горскому язычниками).
Лучшаго ответа я не нашел, как приложить проволоку к батарее; — раздался взрыв! — горец отвернулся — у него, показалось мне, выкатилась из глаз слеза…— Из воспоминаний. Разореніе аула Танды, по дороге в Джумсой, в 1860 году.//Kavkaz 1862 № 81

## Этимология
«Ч1еба» — плоский, на чеберлоевском диалекте чеченского языка. «Ар» (аре) — площадь, земля, место. «Ло» — суфикс в чеченском языке, содержащий смысл «человек».